# Claude Delcroix
Claude Delcroix (ur. 11 listopada 1931 w Paryżu, zm. 24 kwietnia 2019 w Rixensart) – belgijski i waloński polityk, fizyk, nauczyciel akademicki i samorządowiec, deputowany do Parlamentu Europejskiego III i IV kadencji.

## Życiorys
Z wykształcenia fizyk, pracował w szkole nauczycielskiej w Nivelles. Był także nauczycielem akademickim na wydziale medycyny Université Libre de Bruxelles, w 1978 powołany na zastępcę rektora tej uczelni.
Zaangażował się w działalność polityczną w ramach walońskiej Partii Socjalistycznej. Od 1976 do 1982 był przewodniczącym struktur tego ugrupowania w Brabancji Walońskiej. W latach 1983–1988 i 1995–2006 zasiadał w radzie miejskiej w Rixensart. Od 1989 do 1994 jako échevin wchodził w skład zarządu tej miejscowości, odpowiadając za finanse i zatrudnienie. W latach 1991–1994 i 1998–1999 sprawował mandat europosła III i IV kadencji, wchodząc w skład frakcji socjalistycznej.
Oficer Orderu Leopolda II (2013).